# 手伸肌支持带
使手或手指伸直的肌肉
九條伸肌在腕部拉住手背，或使手指伸直。它們與手部屈肌是拮抗的，主要位於前臂的上側。這些伸肌具有長，在腕部由一條稱為伸肌支帶的韌帶維持在適當位置。

## 來源
〈人體學習百科〉 貓頭鷹出版社
ISBN 957-9684-11-1

## 外部連結
- 堪薩斯大學醫學中心的手部人體工學